# Ucrania Libre
La Ucrania Libre o Ucrania Slobodá (en ucraniano: Слобідська́ Украї́на, Slobidská Ukrayína, término derivado de slobodá «libertad o territorio libre» en español o Slobozhánschyna en ucraniano: Слобожанщина [slɔbɔˈʒɑnʃtʃɪnɐ]) fue una región histórica que ahora se encuentra en el noreste de Ucrania y el sudoeste de Federación de Rusia. Se desarrolló y floreció en los siglos XVII y XVIII en la frontera sudoccidental del Zarato moscovita.
De 1650 al 1765, el territorio conocido como Ucrania Libre quedó más organizado de acuerdo con la costumbre militar de los cosacos (Hueste cosaca). En 1765, se convirtió en la Gobernación de Ucrania Libre con la capital en Járkov.

## Etimología
Ucrania Slobodá está compuesta por Ucrania que significa frontera y slobodá, que designa un asentamiento colonial libre de obligaciones, es decir, significa la frontera libre.

## Extensión geográfica
El territorio de la región histórica de la Ucrania Libre corresponde al territorio de la actual óblast ucraniana de Járkov (en su totalidad), y partes de las óblasts ucranianas de Donetsk, Sumy y Lugansk, así como partes de las óblasts rusas de Bélgorod, Kursk y Vorónezh.

## Origen
Rusia obtuvo el control del territorio como resultado de las conquistas contra el Gran Ducado de Lituania durante las guerras moscovita-lituanas en el siglo XVI.
Según fuentes rusas y ucranianas de los siglos XVI-XVII, la región fue inicialmente parte del estado ruso, lo que alentó la colonización de este territorio con fines defensivos. Fue colonizado por primera vez por los rusos en la primera mitad del siglo XVI y se convirtió en parte de una línea de defensa utilizada contra las incursiones tártaras del Kanato de Crimea. Una segunda oleada de colonización se produjo en los años 1620-1630, en gran parte en forma de regimientos cosacos ucranianos, a los que se les permitió establecerse allí con el fin de ayudar a proteger el territorio contra los tártaros. Los cosacos que llegaron a Ucrania Slobodá estaban bajo la soberanía de los zares rusos y de su Cancillería militar y se registraron en el servicio militar ruso. Un gran número de refugiados ucranianos llegaron de Polonia-Lituania después de la rebelión de 1637-1638 y recibieron generosos subsidios de reasentamiento del gobierno ruso. Durante décadas, cosacos ucranianos cruzaban la frontera hacia el sur de Rusia para recoger ganado, pero muchos de ellos también ingresaban en el bandolerismo, por lo que Rusia tuvo que construir una nueva guarnición en el río Bogucharka en un intento de defender la tierra de las bandas ucranianas y reasentar a muchos de los refugiados ucranianos en Valuiki, Korocha, Vorónezh y más allá hasta en Kozlov.
Los tártaros de Crimea y los tártaros de Nogái tradicionalmente utilizaron el área escasamente habitada de los Campos Salvajes, en la frontera sur de Rusia inmediatamente al sur de Severia, para lanzar raids anuales en los territorios rusos a lo largo de la ruta Muravsky y de la ruta Izium. En 1591, un ataque tártaro alcanzó la región de Moscú, obligando al gobierno ruso a construir nuevas fortalezas de Yeléts (1592), Bélgorod y Oskol (1593), Kromy (1595), Kursk (1597), Tsariov-Borísov y Valuiki (1600). Tsariov-Borísov, llamado así por el zar Borís I, era el asentamiento más antiguo de Ucrania Slobodá. Durante esas incursiones, las regiones cercanas a Riazán y a lo largo del río Oká fueron las más afectadas. Con la expansión territorial rusa al sur y al este en las tierras de la moderna Ucrania Slobodá y la cuenca media del río Volga, el conflicto se intensificó. En algún momento entre las décadas de 1580 y 1640 se construyó la Línea de defensa de Bélgorod con numerosas fortificaciones, fosos y fuertes en Ucrania Slobodá, lo que proporcionó seguridad a la región. Después de una serie de guerras entre Rusia y Crimea, los monarcas rusos comenzaron a alentar el asentamiento de la región por parte de cosacos que actuaron como una especie de fuerza de guardia fronteriza contra las incursiones de los tártaros.
Además de los cosacos, los colonos incluían campesinos y habitantes de la Ucrania de la Margen Derecha y de la Ucrania de la Margen Izquierda, divididos por el tratado de Andrúsovo en 1667. El nombre Ucrania Slobodá deriva de la palabra slobodá, un término eslavo que significa "libertad", y también el nombre de un tipo de asentamiento. El zar liberaría a los colonos de una slobodá de la obligación de pagar impuestos y tasas durante un cierto período de tiempo, lo que resultó ser muy tentador para los colonos. A finales del siglo XVIII, los colonos ocupaban 523 slobodás (slobody) en Ucrania Slobodá. 
De 1650 a 1765, el territorio denominado Ucrania Slobodá se organizó cada vez más de acuerdo con la costumbre militar cosaca, similar a la de la Hueste  de Zaporozhia y Hueste del Don. Los cosacos reubicados se conocieron como cosacos de Sloboda. Había cinco distritos regimentales (polkí) de los cosacos de Slobodá, nombrados por las ciudades de su despliegue sostenido, y subdivididos en distritos de compañía (sotnias). Los centros regionales eran Ostrogozhsk, Járkov, Ojtyrka, Sumy e Izium, mientras que la capital de los cosacos de Ucrania Slobodá se encontraba en Sumy hasta 1743.
La administración de Catalina la Grande disolvió los regimientos de Slobozhánschyna y abolió los privilegios de los cosacos por decreto del 28 de julio de 1765. La región semiautónoma se convirtió en una provincia llamada Gobernación de Ucrania Slobodá (Slobodskó-Ukraínskaya gubérniya). San Petersburgo reemplazó las administraciones regimentales con los regimientos de húsares rusos, y rangos superiores otorgados para oficiales cosacos (starshynas) y nobleza (dvoryanstvo). En 1780, la gobernación fue transformada en el virreinato de Járkov (naméstnichestvo) que existió hasta el final de 1796, cuando se renombró de nuevo como Gobernación de Ucrania Slobodá. Cada reforma administrativa implicaba cambios territoriales.
En 1835, se abolió la gobernación de Ucrania Slobodá, cediendo la mayor parte de su territorio a la nueva gobernación de Járkov, y algo a las de Vorónezh y Kursk, que quedó bajo la gobernación general de Rusia Menor de la Ucrania de la Margen Izquierda. La RSS de Ucrania reorganizó la región veces antes de establecer las fronteras del actual óblast de Járkov en 1932.